# Feira Internacional de Lisboa

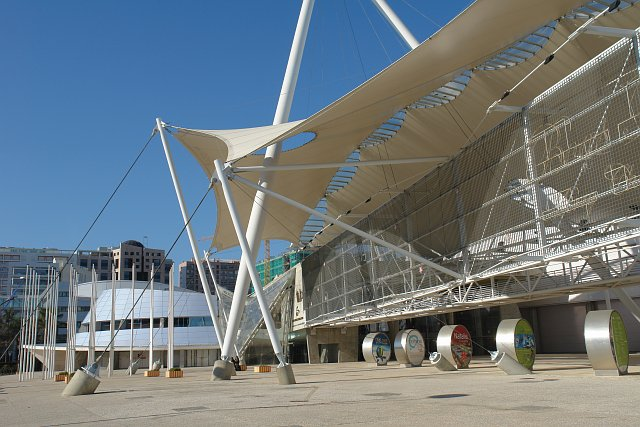
Einer der Eingänge der heutigen FIL.

Die Feira Internacional de Lisboa (FIL) ist seit 1999 eine Messe in Portugals Hauptstadt Lissabon.

## Geschichte
In den Jahren 1861, 1863 und 1865 wurden die ersten Industrieausstellungen in Portugal veranstaltet. 1888 wurde erstmals vom Industrieverband AIP eine nationale Ausstellung organisiert. 1929 gab die AIP durch eine Messeschau eine Übersicht über die portugiesische Industrieproduktion.
Im Jahr 1949 – inzwischen im Zeichen der Diktatur des Estado Novo – organisierte die AIP die "FIP – Feira das Indústrias Portuguesas" (port. Industriemesse).
Nachdem 1957 der von Francisco Keil do Amaral und Alberto Cruz konzipierte erste Messe-Komplex FIL in Alcântara (Lissabon) eröffnet worden war, fand 1960 die erste Feira Internacional de Lisboa (FIL) statt.
Im Zeichen des nach der Nelkenrevolution 1974 und des EU-Beitritts Portugals 1986 einsetzenden Wirtschaftsaufschwungs kam es vor allem in den 1980er Jahren immer wieder zu Erweiterungen des FIL-Komplexes um weitere Pavillons.

## Örtlichkeit
Nach der Expo 98 wurde die dortige Zona Internacional Norte, entsprechend den ursprünglichen Planungen für die Expo-Nachfolgenutzungen, für den Umzug der FIL umgebaut und 1999 eröffnet.
Die heutige Feira Internacional de Lisboa liegt am Tejo, mit Blick auf die Vasco da Gama-Brücke, und besteht aus vier vollklimatisierten Pavillons mit jeweils 10.200 m² und zwischen 10 und 15 Metern Höhe, hat großzügige Straßenzuführungen, und mit der nahen Estação do Oriente einen der Lissaboner Hauptbahnhöfe und Metro-Lissabon- und Bus-Knotenpunkte in der Nachbarschaft. Dazu kommt eine gute Anbindung an die Schnellstraßen vom nahen Lissaboner Flughafen.

## Veranstaltungen
Es finden die verschiedensten Ausstellungen und Veranstaltungen statt, u. a. die Bootmesse Nauticampo (Portugals größte Freizeitmesse und eine der ältesten Europas), die BTL (internationale Tourismusmesse) und das  Caramulo-Motorfestival. Unter den jährlich 40 Messeveranstaltungen sind außerdem die prodigit-Grafikmesse, Ausbildungs-, Möbel-, Kleinkind-, Hochzeit-, Erotik-, Baustoff-, Kunsthandwerksmessen, Schallplattenbörsen u. v. m.
Die Hallen werden auch vermietet, so dass dort auch immer wieder andere Veranstaltungen stattfinden (z. B. Konzerte).